# Герб Золотого
Герб Золото́го — офіційний символ міста Золоте Попаснянського району Луганської області. Герб Золотого було затверджено 19 серпня 2011 р. рішенням сесії міської ради.

## Опис
У верхній половині лазурового щита з червоною нитяною облямівкою золоте сонце, що сходить, поверх якого летить коричневий орел, що тримає в лапах чорний шматок вугілля і чорне кайло з червоною ручкою. У нижній частині щита чорний напис «1878», в лазуровій главі золотий напис «ЗОЛОТЕ».